# Santa Giustina
Santa Giustina (velenceiül Santa Jostina vagy Santa Justina) település Olaszországban, Veneto régióban, Belluno megyében. Lakosainak száma 6615 fő (2023. január 1.). Santa Giustina Cesiomaggiore, Borgo Valbelluna, Sedico, Sospirolo és San Gregorio nelle Alpi községekkel határos.

## Népesség
A település lakossága az elmúlt években az alábbi módon változott:
| Lakosok száma | 6773 | 6780 | 6615 |
|               | 2017 | 2018 | 2023 |